# Konrad Hapke
Konrad Hapke (* 18. März 1938) ist ein deutscher Badmintonspieler. 

## Karriere
Konrad Hapke gewann 1957 Silber bei den deutschen Meisterschaften im Herrendoppel mit Klaus Dültgen. 1958 stiegen beide noch ein Treppchen höher und wurden Meister. 1959 wurde Hapke Meister im Mixed mit Gisela Ellermann. 1962 siegte er noch einmal im Herrendoppel mit Dültgen.

## Sportliche Erfolge
| Saison    | Veranstaltung                     | Disziplin    | Platz | Name |
| --------- | --------------------------------- | ------------ | ----- | --- |
| 1953/1954 | Deutsche Einzelmeisterschaft U18  | Herrendoppel | 4     | Klaus Dültgen / Konrad Hapke (Merscheider TV)                                                                       |
| 1954/1955 | Deutsche Einzelmeisterschaft U18  | Herrendoppel | 3     | Klaus Dültgen / Konrad Hapke (Merscheider TV)                                                                       |
| 1955/1956 | Deutsche Einzelmeisterschaft U18  | Herrendoppel | 4     | Klaus Dültgen / Konrad Hapke (Merscheider TV)                                                                       |
| 1956/1957 | Deutsche Einzelmeisterschaft      | Herrendoppel | 2     | Klaus Dültgen / Konrad Hapke (Merscheider TV)                                                                       |
| 1957/1958 | Deutsche Einzelmeisterschaft      | Herrendoppel | 1     | Klaus Dültgen / Konrad Hapke (Merscheider TV)                                                                       |
| 1957/1958 | Westdeutsche Einzelmeisterschaft  | Herrendoppel | 1     | Klaus Dültgen / Konrad Hapke (Merscheider TV)                                                                       |
| 1958/1959 | Deutsche Einzelmeisterschaft      | Herrendoppel | 3     | Klaus Dültgen / Konrad Hapke (Merscheider TV)                                                                       |
| 1958/1959 | Westdeutsche Einzelmeisterschaft  | Herrendoppel | 1     | Klaus Dültgen / Konrad Hapke (Merscheider TV)                                                                       |
| 1958/1959 | Deutsche Mannschaftsmeisterschaft | Mannschaft   | 2     | Merscheider TV (Klaus Dültgen, Konrad Hapke, Dieter Füllbeck, Jürgen Koch, Gitti Neuhaus, Karin Grego)              |
| 1958/1959 | Deutsche Einzelmeisterschaft      | Mixed        | 1     | Konrad Hapke / Gisela Ellermann (Merscheider TV / STC Blau-Weiß Solingen)                                           |
| 1960/1961 | Deutsche Einzelmeisterschaft      | Herrendoppel | 3     | Klaus Dültgen / Konrad Hapke (Merscheider TV)                                                                       |
| 1960/1961 | Deutsche Mannschaftsmeisterschaft | Mannschaft   | 3     | Merscheider TV (Klaus Dültgen, Konrad Hapke, Dieter Füllbeck, Jürgen Koch, Gitti Neuhaus, Karin Grego)              |
| 1960/1961 | Deutsche Einzelmeisterschaft      | Mixed        | 2     | Konrad Hapke / Gitti Neuhaus (Merscheider TV)                                                                       |
| 1961/1962 | Deutsche Einzelmeisterschaft      | Herrendoppel | 1     | Klaus Dültgen / Konrad Hapke (Merscheider TV)                                                                       |
| 1961/1962 | Deutsche Mannschaftsmeisterschaft | Mannschaft   | 3     | Merscheider TV (Klaus Dültgen, Konrad Hapke, Dieter Füllbeck, Hartmut Meis, Peter Besken, Heide Hau, Gitti Neuhaus) |
| 1962/1963 | Westdeutsche Einzelmeisterschaft  | Mixed        | 1     | Konrad Hapke / Heide Hau (Merscheider TV)                                                                           |